# Meurtre sexuel
Un meurtre sexuel (meurtre sexuel sadique, ou meurtre sadique) est un homicide dans lequel est recherchée une satisfaction érotique en tuant un individu. Le meurtre sexuel est synonyme du terme paraphilique érotophonophilie qui est, par définition, l'excitation sexuelle ou la gratification provoquée par la mort d'un être humain. Communément, ce type de crime se manifeste par un meurtre durant un rapport sexuel ou une mutilation des organes génitaux ou des zones du corps de la victime. La mutilation de la victime peut inclure éventration ou déplacement de l'appareil reproducteur.
Cela inclut souvent des activités comme retirer les vêtements de la victime, en maintenant le corps dans de différentes positions, souvent sexuelles, ou alors l'insertion d'objets dans de différents orifices du corps, anthropophagie (consommation du sang ou de la peau) et nécrophilie (acte sexuel sur un cadavre humain).

## Historique
Le meurtre sexuel est une pratique très répandue chez les tueurs en série. Ceux-ci ont créé une connexion entre meurtre et gratification sexuelle. Lorsque ce type de tueur choisit une victime, il existe une chose que le tueur trouve sexuellement attirante chez la victime. Il peut y avoir des cibles possibles que le tueur évite par précaution ou parce qu'il peut ne pas trouver l'individu de son désir. Lorsque le tueur trouve une victime idéale, il peut la suivre avec discrétion ou tenter de repérer certains points/endroits stratégiques avant de la tuer. Les fantasmes sont un indice clé chez les meurtriers sexuels et ne doivent en aucun cas être ignorés. Le tueur sexuel aura la volonté de tuer pour ses fantasmes, parfois plus violemment que ses précédentes victimes.
L'indice clé le plus critique dans le développement psychologique d'un tueur en série est le fantasme violent, spécialement dans le meurtre sexuel. Les fantasmes ne peuvent pas tous être comblés, la colère ne disparaît pas entièrement et le manque de confiance en soi ne peut être amélioré; quelquefois une expérience du meurtre sexuel peut engendrer de nouveaux fantasmes violents, créant un cycle répétitif. Le but de ce fantasme est le contrôle de la victime, alors qu'une agression sexuelle ne peut être utilisée en termes de contrôle. La torture sexuelle devient un outil de dégradation, d'humiliation et de subjugation de la victime. Ces fantasmes peuvent être motivés par la pornographie et facilités par l'alcool ou par d'autres causes. Typiquement, ces fantasmes impliquent une ou plusieurs formes de paraphilies. Les actes sont répétés jusqu'à ce que l'agresseur soit appréhendé par les forces de l'ordre, ou jusqu'à ce qu'il y perde tout intérêt.

## Droit par pays

### Droit canadien
Dans le Code criminel du Canada, un meurtre pendant une agression sexuelle, un meurtre pendant une agression sexuelle grave ou un meurtre pendant une agression sexuelle armée est un meurtre assimilé à un meurtre au premier degré  d'après l'article 231 (5) C.cr. Cela signifie que la peine est l'emprisonnement à perpétuité et que la  période de sûreté est de 25 ans sans possibilité de libération conditionnelle. D'autres meurtres aggravés comme le meurtre d'un officier de police (art. 231 (4) C.cr.) ou le meurtre pendant un acte terroriste (art. 231 (6.1) C.cr.) tombent sous la même infraction de meurtre au premier degré et ont la même peine.

## Auteurs de meurtres sexuels
- Albert Fish
- Andrei Chikatilo
- David Berkowitz
- David Russell Williams
- Ed Gein
- Edmund Kemper
- Gary Ridgway
- Gerard Schaefer
- Henry Lee Lucas
- Hiroshi Maeue
- Ian Brady
- Jack l'Éventreur
- Jane Toppan
- Jeffrey Dahmer
- Jerry Brudos
- John Wayne Gacy
- John George Haigh
- Mack Ray Edwards
- Paul Bernardo & Karla Homolka
- Peter Sutcliffe
- Richard Chase
- Richard Ramirez
- Ted Bundy

### Ouvrages
- Jean Proulx, Les meurtriers sexuels : analyse comparative et nouvelles perspectives, Montréal, Presses de l'Université de Montréal, 2005, 342 p. (ISBN 978-2-7606-1977-7, EAN 9782760619777, lire en ligne)